# Brisbane International 2025 - Qualificazioni singolare maschile
Le qualificazioni del singolare del Brisbane International 2025 sono un torneo di tennis preliminare per accedere alla fase finale della manifestazione. I vincitori dell'ultimo turno entreranno di diritto nel tabellone principale. In caso di ritiro di uno o più giocatori aventi diritto, a questi sono subentrati i lucky loser, ossia i giocatori che hanno perso nell'ultimo turno ma che avevano una classifica più alta rispetto agli altri partecipanti che avevano comunque perso nel turno finale.

## Teste di serie
1. Yoshihito Nishioka (qualificato)
2. Benjamin Bonzi (qualificato)
3. Dušan Lajović (ultimo turno)
4. James Duckworth (primo turno)
5. Yannick Hanfmann (qualificato)
6. Lucas Pouille (ultimo turno)

1. Michail Kukuškin (qualificato)
2. Tseng Chun-hsin (primo turno)
3. Richard Gasquet (ultimo turno)
4. Lukáš Klein (primo turno)
5. Federico Agustín Gómez (qualificato)
6. Nishesh Basavareddy (qualificato)

## Qualificati
1. Yoshihito Nishioka
2. Benjamin Bonzi
3. Federico Agustín Gómez

1. Michail Kukuškin
2. Yannick Hanfmann
3. Nishesh Basavareddy

## Tabellone

### Sezione 1
|  | Primo turno | Primo turno        | Primo turno        | Primo turno | Primo turno |  |  | Ultimo turno | Ultimo turno       | Ultimo turno | Ultimo turno | Ultimo turno |  |
|  |             |                    |                    |             |             |  |  |              |                    |              |              |              |  |
|  | 1           | Yoshihito Nishioka | Yoshihito Nishioka | 6           | 7           |  |  |              |                    |              |              |              |  |
|  |             | Alex Bolt          | Alex Bolt          | 2           | 64          |  |  | 1            | Yoshihito Nishioka | 6            | 2            | 6            |  |
|  |             | Li Tu              | Li Tu              | 6           | 6           |  |  |              | Li Tu              | 3            | 6            | 4            |  |
|  | 10          | Lukáš Klein        | Lukáš Klein        | 4           | 4           |  |  |              |                    |              |              |              |  |

### Sezione 2
|  | Primo turno | Primo turno     | Primo turno    | Primo turno | Primo turno |  |  | Ultimo turno | Ultimo turno   | Ultimo turno   | Ultimo turno | Ultimo turno |  |
|  |             |                 |                |             |             |  |  |              |                |                |              |              |  |
|  | 2           | Benjamin Bonzi  | Benjamin Bonzi | 6           | 6           |  |  |              |                |                |              |              |  |
|  | WC          | James McCabe    | James McCabe   | 3           | 2           |  |  | 2            | Benjamin Bonzi | Benjamin Bonzi | 3            |              |  |
|  |             | Adrian Andreev  | 6              | 3           | 7           |  |  |              | Adrian Andreev | Adrian Andreev | 1            | r            |  |
|  | 8           | Tseng Chun-hsin | 4              | 6           | 65          |  |  |              |                |                |              |              |  |

### Sezione 3
|  | Primo turno | Primo turno            | Primo turno | Primo turno | Primo turno |  |  | Ultimo turno | Ultimo turno           | Ultimo turno           | Ultimo turno | Ultimo turno |  |
|  |             |                        |             |             |             |  |  |              |                        |                        |              |              |  |
|  | 3           | Dušan Lajović          | 5           | 7           | 2           |  |  |              |                        |                        |              |              |  |
|  | WC          | Casey Hoole            | 7           | 5           | 0r          |  |  | 3            | Dušan Lajović          | Dušan Lajović          | 1            | 64           |  |
|  |             | Ugo Blanchet           | 6           | 3           | 5           |  |  | 11           | Federico Agustín Gómez | Federico Agustín Gómez | 6            | 7            |  |
|  | 11          | Federico Agustín Gómez | 3           | 6           | 7           |  |  |              |                        |                        |              |              |  |

### Sezione 4
|  | Primo turno | Primo turno        | Primo turno        | Primo turno | Primo turno |  |  | Ultimo turno | Ultimo turno       | Ultimo turno       | Ultimo turno | Ultimo turno |  |
|  |             |                    |                    |             |             |  |  |              |                    |                    |              |              |  |
|  | 4           | James Duckworth    | James Duckworth    | 4           | 4           |  |  |              |                    |                    |              |              |  |
|  |             | Tristan Schoolkate | Tristan Schoolkate | 6           | 6           |  |  |              | Tristan Schoolkate | Tristan Schoolkate | 4            | 4            |  |
|  |             | Andrea Collarini   | Andrea Collarini   | 2           | 4           |  |  | 7            | Michail Kukuškin   | Michail Kukuškin   | 6            | 6            |  |
|  | 7           | Michail Kukuškin   | Michail Kukuškin   | 6           | 6           |  |  |              |                    |                    |              |              |  |

### Sezione 5
|  | Primo turno | Primo turno      | Primo turno      | Primo turno | Primo turno |  |  | Ultimo turno | Ultimo turno     | Ultimo turno     | Ultimo turno | Ultimo turno |  |
|  |             |                  |                  |             |             |  |  |              |                  |                  |              |              |  |
|  | 5           | Yannick Hanfmann | Yannick Hanfmann | 6           | 6           |  |  |              |                  |                  |              |              |  |
|  | WC          | Jacob Bradshaw   | Jacob Bradshaw   | 4           | 2           |  |  | 5            | Yannick Hanfmann | Yannick Hanfmann | 7            | 6            |  |
|  | WC          | Derek Pham       | Derek Pham       | 1           | 2           |  |  | 9            | Richard Gasquet  | Richard Gasquet  | 64           | 3            |  |
|  | 9           | Richard Gasquet  | Richard Gasquet  | 6           | 6           |  |  |              |                  |                  |              |              |  |

### Sezione 6
|  | Primo turno | Primo turno         | Primo turno | Primo turno | Primo turno |  |  | Ultimo turno | Ultimo turno        | Ultimo turno        | Ultimo turno | Ultimo turno |  |
|  |             |                     |             |             |             |  |  |              |                     |                     |              |              |  |
|  | 6           | Lucas Pouille       | 4           | 6           | 7           |  |  |              |                     |                     |              |              |  |
|  | PR          | Jason Kubler        | 6           | 3           | 6           |  |  | 6            | Lucas Pouille       | Lucas Pouille       | 4            | 4            |  |
|  | PR          | Borna Gojo          | 6           | 64          | 4           |  |  | 12           | Nishesh Basavareddy | Nishesh Basavareddy | 6            | 6            |  |
|  | 12          | Nishesh Basavareddy | 4           | 7           | 6           |  |  |              |                     |                     |              |              |  |